# Новогригорівка (Павлоградський район)
Новогриго́рівка — село в Україні, у Юр'ївській селищній громаді Павлоградського району Дніпропетровської області. До 2017 орган місцевого самоврядування — Юр'ївська селищна рада. Розташоване на північному сході району, своїми землями межує з Харківською областю (село Водяне). Населення за переписом 2001 року становить 666 осіб.

## Географія
Село Новогригорівка знаходиться на березі пересихаючої річки Водяної, притоки Малої Тернівки, вище за течією примикає село Українське, нижче за течією на відстані 5 км розташоване селище Юріївка. На річці зроблена велика загата.

## Історія
Новогригорівка одне із молодих поселень Юр'ївщини. Історична довідка засвідчує, що землі нинішньої Новогригорівки відносились до селянської громади Юр'ївської садиби. На початку ХХ століття, завдяки Столипінській реформі, з'явилась можливість утворювати приватні господарства. Заможні селяни Шаповал і Жегар (завідси назви околиць Новогригорівки — Шаповалівка і Жегарівка) утворили оселі, розташували садиби, а вже довкола них поселилися інші, бідніші селяни.

### Радянські часи
За наказом Народного комісаріату сільського господарства Української Радянської Соціалістичної Республіки, восени 1929 року був створений радгосп «Комсомолець». Першими поселенцями стали прибулі люди — з Богуслава, Кочережок, Межирічі, з Росії.

Одна з вулиць села

Першим директором радгоспу «Комсомолець» був призначений Дем'ян Іванович Ситник, який очолював господарство 1933 року. Заступником — Іван Флеєр, начальником політвідділу М. П. Слісаренко, головою профспілки — О.Шевченко, секретарем комсомольської організації А. І. Легкоступ. І коли Д.Ситника направляють на навчання у політшколу до Харкова у 1933 році, то директором радгоспу призначають Іван Флейєра, який і очолював господарство до 1941 року.
У вересні 1941 року комуніст Флеєр єврей за національністю, пробиваючись на схід до своїх, зайшов у Новогригорівку. Переховувала його жителька села Тетяна Іванівна Біла. У 1978 році була організована зустріч Ф. В. Флейєра з жителям села. Він згадав і розповів про цей випадок, була зворушлива зустріч з своєю рятівницею.
47 жителів села пішли на фронти Німецько-радянської війни. 21 з них — полягли смертю хоробрих. У лютому 1943 року 19 бійців — розвідників Червоної Армії потрапили у пастку на околиці села. всі вони загинули у нерівному бою. Місцеві жителі поховали їх у братську могилу. Імена їх невідомі.
У вересні 1943 року під час визволення села від німців, загинули росіяни-радисти Єфремовський Іван Фотійович і Лодейщиков Іван Миколайович (родом з Ростовської та Саратовської області) і киргиз Ахмандалієв. В селі пам'ятають своїх визволителів. Їм встановлено величний пам'ятник-меморіал. Сюди не раз приїжджали рідні Єфремовського із хутора Атаманського Морозівської станиці Ростовської області.

### Сучасність
На території центральної садиби села знаходяться: контора, ФАП, пошта, автогараж, тракторна бригада, Будинок культури, магазин, дитячий садочок, Комсомольська загальноосвітня школа І-ІІІ ступенів.
12 червня 2020 року, відповідно до розпорядження Кабінету Міністрів України № 709-р «Про визначення адміністративних центрів та затвердження територій територіальних громад Дніпропетровської області», увійшло до складу Юр'ївської селищної громади.
19 липня 2020 року, в результаті адміністративно-територіальної реформи та ліквідації Юр'ївського району, село увійшло до складу Павлоградського району.

## Інтернет-посилання
- Погода в селі Новогригорівка [Архівовано 20 грудня 2011 у Wayback Machine.]